# Джон Ву
Джон Ву (англ. John Woo), Ву Юшань , У Юсень (кит. 吳宇森, пін. Wú Yǔsēn, кант. Ин Юсам) (нар. 23 вересня 1946, Гуанчжоу, КНР) — гонконзький кінорежисер, сценарист, продюсер, актор. Найбільш відомий фільмами у жанрі бойовиків.

## Біографія
Режисер екшн-фільмів Джон Ву народився в Гуанчжоу, провінція Гуандун (Кантон), у жовтні 1946 році, а вже через п'ять років його батьки покинули комуністичний Китай і втекли в Гонконг (після поновлення втрачених документів день народження вказали як 23 вересня). Батько Ву був дослідником і філософом. Він хворів на туберкульоз і протягом десяти років постійно лежав в лікарнях. Всю турботу про сім'ю узяла на себе мати. Сім'я Ву жила в бідному районі і хлопчик рано зіткнувся з насильством, якого буде так багато в його фільмах. Ву згадує, що його били бандити з Тріад, він бачив людей, порубаних на шматки, і сутички 1967 року, коли поліція застосувала сльозоточивий газ і людей вбивали на порозі їх будинків.
У двадцять один рік він дебютував в кіно асистентом режисера, і через чотири роки — в 1973 році — сам почав знімати фільми під іменами Ву Ю-шень (Wu Yu-sheng) і Джон І. Ц. Ву (John Y.C. Woo). Нарешті, в 1979 році в титрах фільму Від багатства до лахміття вперше з'являється ім'я Джон Ву. В ті роки він знімав стандартну гонконзьку кінопродукцію, переважно комедії. Не можна сказати, що він особливо досягав успіху на цьому терені: на початку восьмидесятих Ву навіть спробував перебратися на Тайвань і пошукати щастя там, але його тайванські фільми (Час, коли тобі потрібний друг, Біжи, тигр, біжи!) також успіху не мали.
У 1985 році він повернувся в Гонконг і наступного року буквально підкорив місцевий кіноринок гангстерським фільмом Краще завтра, що побив всі рекорди популярності. У цій стрічці, що багато в чому черпала натхнення в знаменитому «Самураї» Жан-Пьера Мельвілля і в японських якудза-фільмах Такакура Кена, Ву вдалося знайти свій власний стиль, в якому кривава естетика жорстокості і насильства досягає балетної відточеності картин про бойові мистецтва або вестернів Сема Пекінпа. Зняті в подальші роки фільми не тільки незмінно ставали касовими хітами, але і принесли Джону Ву всесвітню славу. Особливо це відноситися до таких картин як Вбивця (1989), Куля в голову (1990) і «Круті» (вони ж — Круто зварені, 1992).

### Американська кар'єра
Після успіху цих картин на міжнародних фестивалях і у «просунутих кіноманів» Джона Ву запросили до Голлівуду, де він стартував фільмом Важка мішень (1993). Не зважаючи на те, що бойовик з Жаном-Клодом ван Дамом розчарував старих поклонників Ву, режисер продовжував працювати в Голлівуді, знявши в 1995 році Зламану стрілу, а в 1997 — Без обличчя. Цей фільм виглядає хрестоматією прийомів і тем Джона Ву: протиборство внутрішньо схожих героїв, католицький храм як місце кривавої битви, знамениті «мексиканські дуелі», коли герої завмирають, наставивши один на одного свої пістолети.
У 2000 році на екрани вийшов ще один крупнобюджетний фільм Джона Ву — Місія неможлива 2. Незважаючи на погану критику, фільм став касовим хітом і ще раз продемонстрував майстерність Джона Ву у постановці екшн-сцен. У проміжку між великими проектами, Ву встигав робити дешеві телефільми для канадського телебачення, що нагадують його знамениті гонконзькі бойовики.
Не зважаючи на неоднозначність оцінок американського періоду творчості Ву, його гонконзькі роботи зробили чи не визначальний вплив на візуальний стиль дев'яностих років. Його вплив важко не помітити у таких різних режисерів як Люк Бессон, Квентін Тарантіно і сестри Вачовські.

### Повернення до Азії
У 2008 році Ву завершив роботу над стрічкою «Битва біля Червоної скелі» у двох частинах, що заснована на історичній події, описаній у «Записах трьох держав». Фільм отримав схвальні відгуки та успіх у прокаті. Джон Ву продовжив також стрічкою з двох частин «Переправа» («The Crossing»), що вийшла у прокат у 2014-15 роках. Кінофільм отримав зоряний акторський склад, великий бюджет та був названий «китайським Титаніком».

## Фільмографія
- 1968 — Мертвий вузол (кит. 死结, пін. Sǐjié)
- 1968 — Випадковий (кит. 偶然, пін. Ǒurán)
- 1973 — Кулак до кулаку / Chu ba
- 1974 — Молоді дракони / Tie han rou qing
- 1975 — Приборкувачі дракона / Nu zi tai quan qun ying hui
- 1975 — Принцеса Чан Пін / Dinü hua
- 1976 — Рука смерті / Shao Lin men
- 1977 — Brave Lion, The
- 1977 — Схиблений на грошах / Fa qian han
- 1978 — Прямуй за зіркою / Da sha xing yu xiao mei tou
- 1978 — Привіт, запізнілі гості / Ha luo, ye gui ren
- 1979 — Останній салют лицарству / Hao xia
- 1980 — Від багатства до лахміття / Qian zuo guai
- 1981 — З дияволом до пекла / Mo deng tian shi
- 1981 — Веселі часи / Hua ji shi dai
- 1982 — Простушка Джейн йде на допомогу / Ba cai Lin Ya Zhen
- 1984 — Коли тобі потрібен друг / Xiao jiang
- 1985 — Біжи, тигр, біжи / Liang zhi lao hu
- 1986 — Право на життя (фільм) / Ying hung boon sik
- 1986 — Герої не плачуть / Ying xiong wu lei
- 1987 — Право на життя 2 / Ying hung boon sik II
- 1989 — Найманий убивця / Dip huet seung hung
- 1989 — Просто герої / Yi dan qun ying
- 1990 — Куля в голові / Die xue jie tou
- 1991 — Крадій в законі / Zong heng si hai
- 1992 — Круто зварені / Lat sau san taam
- 1993 — Важка мішень / Hard Target
- 1996 — Зламана стріла / Broken Arrow
- 1996 — Народжений крадієм (ТБ) / Once a Thief
- 1997 — Без обличчя / Face/Off
- 1998 — Блекджек (ТБ) / Blackjack
- 2000 — Місія неможлива 2 / Mission: Impossible II
- 2002 — Ті, що говорять із вітром / Windtalkers
- 2002 — Заручник / Hostage
- 2003 — Час розплати / Paycheck
- 2004 — Robinsons: Lost in Space, The (ТБ)
- 2005 — Невидимі діти / All the Invisible Children
- 2008 — Битва при Червоних Кручах / Red Cliff: Part I
- 2009 — Битва при Червоних Кручах / Red Cliff: Part II
- 2010 — Влада вбивць / Reign of Assassins
- 2014 — Переправа / The Crossing
- 2024 — Кілер / The Killer

## Нагороди
1986
- Golden Horse Film Festival — найкращий режисер («Краще майбутнє»,[8] 1986)

1987
- Гонконзька кінопремія — найкращий фільм («Краще майбутнє», 1986)

1990
- Гонконзька кінопремія — найкращий режисер (Найманий убивця, 1989)

1991
- Гонконзька кінопремія — найкращий монтаж («Кривава вулиця», 1990)[9]

1992
- Asia-Pacific Film Festival — найкращий монтаж («Круто зварені», 1992)

1993
- Гонконзька кінопремія — найкращий монтаж (Круто зварені, 1992)

1997
- Академія наукової фантастики, фентезі та фільмів жахів — найкращий режисер («Без обличчя», 1997)
- Jupiter Award — найкращий фільм / найкращий режисер («Без обличчя», 1997)
- Sweden Fantastic Film Festival — гран-прі журі («Без обличчя», 1997)

2001
- World Stunt Awards — найкращий режисер бойовиків

2003
- DVD Exclusive Awards (DVD Premiere Award) — найкраща прем'єра інтернет-відео («Заручник»,[10] 2002)

2009
- Шанхайський міжнародний кінофестиваль — спеціальний приз за значний внесок у китайський кінематограф
- Huabiao Film Awards — найкращий іноземний режисер (обидві частини фільму «Битва під Червоною скелею», 2008—2009)

2010
- Asian Film Awards — найуспішніший режисер (друга частина фільму «Битва під Червоною скелею», 2009)
- Венеційський кінофестиваль — спеціальний приз Career Golden Lion

2012
- Asia Pacific Screen Awards (UNESCO Award 2012) — «Воїни веселки: Седік Бале»[11]

2015
- Токійський міжнародний кінофестиваль — спеціальна нагорода «Самурай»

2019
- Hawaii International Film Festival — спеціальний приз Halekulani Lifetime Achievement 2019